# Пучнов, Александр Фёдорович
Пучнов Александр Федорович (1902-???) — начальник комбината «Донбассантрацит», Герой Социалистического Труда.

## Биография
Родился 10 сентября 1902 года в деревне Глотово Мосальского уезда Калужской губернии (ныне — Мосальского района Калужской области) в крестьянской семье. Русский.
Трудовую деятельность начала в 11 лет, подручным слесаря в Москве. В 1915 году перебрался в Екатеринослав (Днепропетровск), работал упаковщиком на складе, счетоводом Управления по шлюзованию реки Днепр.
С 1920 года работал в органах советской власти: секретарем отдела управления горздрава Губревкома, уполномоченным по продразверстке. В 1921 году окончил политехникум. В 1921—1922 годах — начальник отделения штаба ЧОН Харьковского военного округа.
В 1921 году продолжил учёбу в Днепропетровском горном институте. Во время учёбы продолжал работать: техником бюро техников и инженеров Губотделатруда, техником дорожного участка, главным инженером управления гранитных разработок. В 1931 году окончил институт.
С 1933 года трудился на шахте № 18 имени Сталина треста «Чистяковантрацит». Был назначен начальником участка, самого крупного не только на шахте, но и во всем Донбассе. За короткое время наладил работу мощного машинного парка: в лаве действовали две врубовые машины, конвейер с несколькими приводами, электровоз с тремя вагонетками. Под его руководством в самой длинной донецкой лаве (300 метров) ежедневно делали цикл и добывали в месяц по 22—25 тысяч тонн антрацита.
В 1935 году был переведен на новую шахту им. Лутугина того же треста. Как опытный специалист был поставлен начальником участка, отрабатывающем такую же 300-метровой лаву, в короткие сроки участок удвоил добычу угля.
В 1936 году назначен заместителем главного инженера шахты 1-1 бис, а ещё через года — на такую же должность на шахту 10 бис треста «Снежнянантрацит». Работал под руководством Александра Федоровича Засядько. Молодые специалисты умело осваивали первоклассную отечественную технику. Раньше установленных сроков на шахте достигли проектной мощности добычи топлива. С сентября 1939 года — главный инженер треста «Советскуголь» в городе Макеевка.
В октябре 1941 года был эвакуирован на восток. В декабре 1941 года получил назначение в Кузбасс на шахту «Центральная» треста «Кемеровуголь». Он смело применил в шахте врубовые машины, усовершенствовал организацию труда. Добыча угля резко возросла.
В 1943 году вернулся в родной Донбасс, откуда к тому времени были изгнаны фашисты. Продолжал руководить трестом «Советскуголь». Хозяйственным способом в сжатые сроки в тресте были восстановлены основные шахты и построена в рекордно короткое время — за пятьдесят суток — новая шахта «Капитальная». Член ВКП(б)/КПСС с 1945 года.
С марта 1947 года — главный инженер комбината «Ворошиловградуголь». Много и плодотворно работал над восстановлением угольных предприятий, наращиванием их мощностей, внедрением новой техники, широко распространял на шахтах передовые стахановские методы. Из месяца в месяц комбинат увеличивал среднесуточную добычу угля. В этом немалая заслуга главного инженера.
В мае 1948 года был назначен начальником комбината «Донбассантрацит» (г. Красный Луч). На новом месте также умело организовал работу по наращиванию производственных мощностей шахт, добился того, что на восстанавливаемых шахтах создавалось большое число скоростных бригад монтажников, слесарей, бетонщиков, плотников. Пучнов лично следил за их работой, оказывал им поддержку. Так, под руководством Пучнова на шахте № 15 треста «Боковантрацит» за три месяца были заново построены и смонтированы: копер, подъемная машина, бункеры. На шахте № 3 имени Дзержинского треста «Фрунзеуголь», за два месяца построен железобетонный бункер емкостью в тысячу тонн; раньше на такую работу обычно тратили полгода. Добился того, что восстановление поверхностных сооружений велось круглосуточно, по графику, с широким применением механизации.
Много внимания уделял вскрытию новых горизонтов на действующих шахтах и упорядочению горных выработок. Он усиленно работал над ликвидацией многоступенчатых забоев на шахтах, настойчиво, планомерно механизировал трудоемкие процессы. Энергично вводил на шахтах новую технику, участвовал в освоении угольного струга. В эти годы работал над созданием новой оригинальной машины для проходки горизонтальных и наклонных выработок. Основная идея машины была в том, что большая часть породы при взрыве падала сразу на ленту транспортера нового агрегата. Таким образом, процесс погрузки породы был механизирован и ускорен. За это изобретение получил авторское свидетельство.
Указом Президиума Верховного Совета СССР от 28 августа 1948 года за выдающиеся успехи в деле увеличения добычи угля, восстановления и строительства угольных шахт и внедрение передовых методов работы, обеспечивающих значительный рост производительности труда  Пучнову Александру Федоровичу присвоено звание Героя Социалистического Труда с вручением ордена Ленина и золотой медали «Серп и Молот».
В марте 1950 года был снять с должности. Работал начальником шахты № 17-17-бис треста «Рутченкоуголь» (г. Донецк), управляющим трестом «Кадиевуголь», начальником отдела строительства шахт «Донецкуголь».
В 1955—1957 годах — заместитель начальника главного управления угольной промышленности Министерства угольной промышленности Украинской ССР. Затем — заместитель начальника комбината «Донецкуголь». С 1962 года занимал должность главного специалиста и заместителя начальника отдела по строительству и реконструкции шахт Донецкого совнархоза. В августе 1964 года вышел на пенсию.
Жил в городе Донецк.